# Byadarahalli, Koratagere
Byadarahalli là một làng thuộc tehsil Koratagere, huyện Tumkur, bang Karnataka, Ấn Độ.